# Aknaghbyur (Hadrut)
Ağbulaq (in azero Ağbulaq) o Aknaghbyur (in armeno Աղաբեկալանջ?) è una comunità rurale situata in Azerbaigian, appartenente al distretto di Xocavənd, fino al 2020 alla regione di Hadrowt', nella repubblica di Artsakh, già repubblica del Nagorno Karabakh, situata su un altopiano in una zona collinare, non lontana da Varanda.
Secondo il censimento 2005 contava poco più di trecento abitanti.